# Brian Carlin
Pour les articles homonymes, voir Carlin.
Brian John Carlin (né le 13 juin 1950 à Calgary, dans la province de l'Alberta au Canada) est un joueur professionnel de hockey sur glace ayant évolué à la position d'ailier gauche.

## Carrière
Réclamé au septième tours par les Kings de Los Angeles lors du repêchage de 1970 de la Ligue nationale de hockey alors qu'il évolue pour les Centennials de Calgary de la Ligue de hockey de l'Ouest du Canada, Brian Carlin retourne à la LHOC pour la saison 1970-1971 rejoignant alors les Tigers de Medicine Hat.
Devenant joueur professionnel la saison suivante, il s'aligne avec le club affilié aux Kings dans la Ligue américaine de hockey, les Kings de Springfield et se voit également être appelé à prendre part à cinq rencontres avec le club de la LNH.
Alors que l'Association mondiale de hockey ouvre officiellement ses portes à l'été 1972, Carlin est retenu par les Oilers de l'Alberta lors du repêchage générale et décide de rejoindre l'équipe représentant sa province natale avec qui il s'aligne pour deux saisons, disputant principalement cette deuxième année avec les Polar Twins de Winston-Salem de la Southern Hockey League. Devenu agent libre à l'été 1974, il rejoint les Trojans de Calgary de la Ligue de hockey sénior de l'Alberta avec qui il reste durant trois saisons avant d'annoncer son retrait de la compétition à l'été 1977.

## Statistiques
| Saison    | Équipe                       | Ligue |    | Saison régulière | Saison régulière | Saison régulière | Saison régulière | Saison régulière |   | Séries éliminatoires | Séries éliminatoires | Séries éliminatoires | Séries éliminatoires | Séries éliminatoires |
| Saison    | Équipe                       | Ligue | PJ | B                | A                | Pts              | Pun              | PJ               | B | A                    | Pts                  | Pun                  |                      |                      |
| 1967-1968 | Centennials de Calgary       | LHOC  | 57 | 11               | 16               | 27               | 47               | -                | - | -                    | -                    | -                    |                      |                      |
| 1968-1969 | Centennials de Calgary       | LHOC  | 56 | 15               | 14               | 29               | 40               | 11               | 3 | 1                    | 4                    |                      |                      |                      |
| 1969-1970 | Centennials de Calgary       | LHOC  | 48 | 16               | 24               | 40               | 33               | -                | - | -                    | -                    | -                    |                      |                      |
| 1970-1971 | Tigers de Medicine Hat       | LHOC  | 65 | 44               | 56               | 100              | 46               | -                | - | -                    | -                    | -                    |                      |                      |
| 1971-1972 | Kings de Los Angeles         | LNH   | 5  | 1                | 0                | 1                | 0                | -                | - | -                    | -                    | -                    |                      |                      |
| 1971-1972 | Kings de Springfield         | LAH   | 67 | 35               | 31               | 66               | 6                | 5                | 0 | 0                    | 0                    | 2                    |                      |                      |
| 1972-1973 | Oilers de l'Alberta          | AMH   | 65 | 12               | 22               | 34               | 6                | -                | - | -                    | -                    | -                    |                      |                      |
| 1973-1974 | Oilers d'Edmonton            | AMH   | 5  | 1                | 0                | 1                | 0                | -                | - | -                    | -                    | -                    |                      |                      |
| 1973-1974 | Polar Twins de Winston-Salem | SHL   | 66 | 36               | 42               | 78               | 29               | 7                | 2 | 1                    | 3                    | 2                    |                      |                      |
| 1974-1975 | Trojans de Calgary           | LHSA  | -  | -                | -                | -                | -                |                  |   |                      |                      |                      |                      |                      |
| 1975-1976 | Trojans de Calgary           | LHSA  | -  | -                | -                | -                | -                |                  |   |                      |                      |                      |                      |                      |
| 1976-1977 | Trojans de Calgary           | LHSA  | 20 | 18               | 20               | 38               | 10               | -                | - | -                    | -                    | -                    |                      |                      |

## Honneurs et trophées
Southern Hockey League
- Nommée dans la deuxième équipe d'étoiles en 1974.

## Transactions en carrière
- Repêchage 1970 : réclamé par les Kings de Los Angeles (7e choix de l'équipe, 86e au total).
- 12 février 1972 : réclamé par les Oilers de l'Alberta lors du repêchage générale de l'Association mondiale de hockey.